# Cariama
Cariama – rodzaj ptaków z rodziny kariam (Cariamidae).

## Zasięg występowania
Rodzaj obejmuje jeden współcześnie żyjący gatunek występujący w Ameryce Południowej.

## Morfologia
Długość ciała 75–90 cm; masa ciała około 1,5 kg (dotyczy gatunku występującego współcześnie).

## Systematyka

### Etymologia
- Cariama, Sariama: port. nazwa Çariama dla kariamy czerwononogiej, od tupi. nazwy Sariêma „czubaty (ptak)”[9].
- Microdactylus: gr. μικρος mikros „mały”; δακτυλος daktulos „palec u nogi”[9]. Gatunek typowy: Microdactylus marcgravii É. Geoffroy Saint-Hilaire, 1809 (= Palamedea cristata Linnaeus, 1766).
- Dicholophus: gr. διχο- dikho- „podwójny”, od διχα dikha „we dwoje”, od δις dis „dwa razy”, od δυο duo „dwa”; λοφος lophos „czub”[9]. Gatunek typowy: Palamedea cristata Linnaeus, 1766.
- Lophorhynchus: gr. λοφος lophos „czub, grzebień”; ῥυγχος rhunkhos „dziób”[9]. Gatunek typowy: Palamedea cristata Linnaeus, 1766.

### Podział systematyczny
Rodzaj Cariama należy do grupy kariam – ptaków klasyfikowanych dawniej w rzędzie żurawiowych (Gruiformes). Badania genetyczne i filogenetyczne wykazały jednak, że nie są one zbyt blisko spokrewnione z żurawiami i stanowią grupę siostrzaną kladu (Falconiformes + (Psittaciformes + Passeriformes)). Do rodzaju należy jeden współcześnie występujący gatunek:
- Cariama cristata (Linnaeus, 1766) – kariama czerwononoga

oraz jeden wymarły, żyjący w miocenie, około 16,5 mln lat temu:
- Cariama santacrucensis Noriega, Vizcaíno & Bargo, 2009